# Palau dels Comtes d'Azahara
El Palau dels Comtes d'Azahara és un edifici catalogat com a monument al municipi de Falset (Priorat) i protegit com a bé cultural d'interès local. Hom pensa que l'actual edifici podria haver estat bastit sobre una antiga llotja àrab. La qualitat d'aquest edifici posa de manifest l'existència d'una burgesia benestant durant el segle xvi. El segle xix un noble aragonès de la casa d'Azara maridà una falsetana i adquirí la casa, coneguda des de llavors també com palau dels comtes d'Azara. El 1964 s'hi instal·là el Museu Municipal, en el primer pis, llogat. Abans hi havia hagut l'Institut d'Estudis Falsetans (des de la seva fundació) i, darrerament, després del trasllat de l'Institut d'Estudis Falsetans a un altre indret, hi ha la seu del Consell Comarcal del Priorat amb una oficina d'informació turística als baixos.
De grans proporcions, de planta composta i que s'obre a tres carrers és bastit de carreu o de maçoneria arrebossada i pintada. La part més interessant la constitueix la façana principal oberta al carrer de Dalt i constituïda per dos paraments en angle. Té planta baixa amb una gran porta dovellada i sengles portes laterals, dues finestres a l'entresòl, dos balcons i una finestra al primer pis, amb guardapols a la part superior i baranes clarament posteriors. El nivell superior es va afegir més tard que fa la funció de golfes presenta tres finestres. Les façanes que donen als carrers dels Arcs i de Francesc Puig i Bes, arrebossades, presenten un bon nombre d'obertures simètricament distribuïdes. Interiorment presenta un pati interior de planta quadrada, cobert per una cúpula amb llanterna. Una escala de pedra amb regust renaixentista mena a la planta noble que disposa de tres balcons amb interessants baranes.